# BA-27
BA-27 là phiên bản xe bọc thép được sản xuất hàng loạt đầu tiên của Liên Xô. Sản xuất trong giai đoạn 1928-1931, xe được sử dụng với nhiệm vụ do thám và hỗ trợ bộ binh trong thời kỳ đầu Chiến tranh thế giới thứ hai. BA-27 là một chiếc xe bọc thép hạng nặng, có tháp pháo và hệ thống vũ khí giống với chiếc xe tăng đầu tiên của Liên Xô -T-18 được sản xuất cùng thời điểm: khẩu pháo chính là bản sao sửa đổi của khẩu pháo 37 mm Puteaux SA 18 của Pháp, và nó được hỗ trợ bởi một khẩu súng máy bổ sung.
Việc sản xuất chiếc xe tải đầu tiên của Liên Xô, xe tải AMO -F-15 (một bản sao của Fiat F-15), bắt đầu vào năm 1924. Sử dụng khung gầm của chiếc xe tải này, nhóm thiết kế của Nhà máy Izhorsky đã phát triển xe bọc thép hạng nặng BA-27 vào năm 1927. Không có sản xuất xe chiến đấu bọc thép  đáng kể nào ở Nga kể từ năm 1918, và ngành công nghiệp ô tô bản địa thực tế không tồn tại vào thời điểm đó. Sau những cuộc thử nghiệm kéo dài, phương tiện mới được chấp nhận vào biên chế của Hồng quân Liên Xô vào năm 1929. 215 chiếc được chế tạo từ năm 1928–31. Lô BA-27 cuối cùng được lắp trên khung gầm ô tô tải Ford Model AA. Cả hai khung gầm đều không đủ khả năng mang lớp giáp hạng nặng, và khoảng 20 chiếc sau đó được chế tạo lại trên khung gầm xe tải Ford-Timken ba trục nặng hơn tại Cơ sở sửa chữa số 2 (Rembaz số 2), mang ký hiệu BA-27M.
193 chiếc BA-27 và BA-27M vẫn còn hoạt động vào ngày 1 tháng 6 năm 1941, ngay trước khi Đức xâm lược Liên Xô. Trong giai đoạn đầu của cuộc chiến, một số đơn vị đã bị quân Đức bắt giữ và phục vụ trong các lực lượng này.